# グラブ・ジャムン

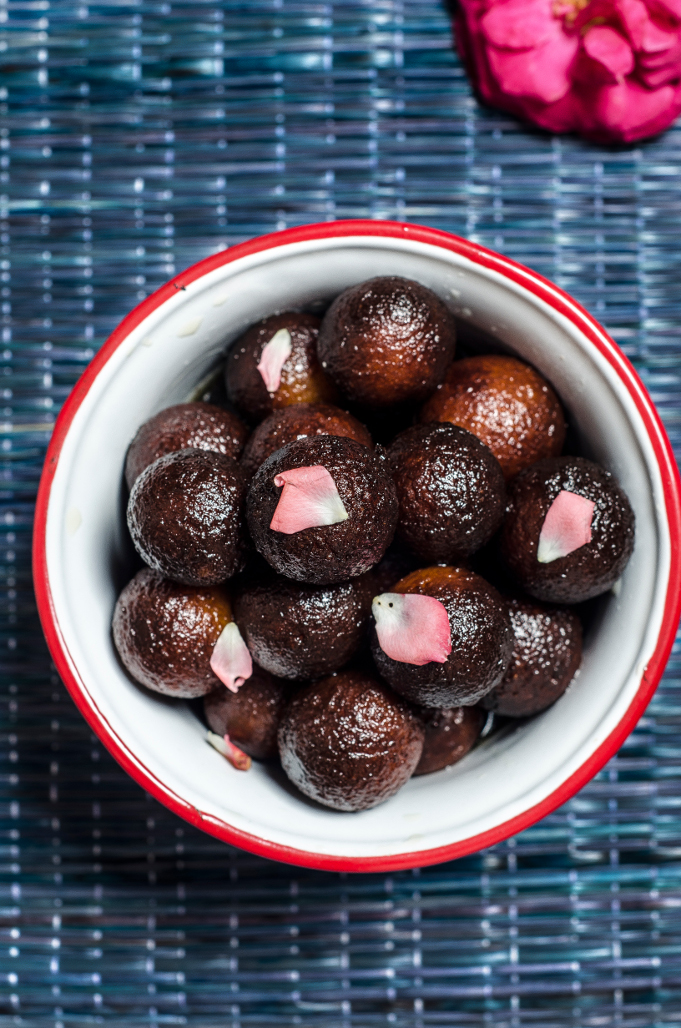
バラの花びらがトッピングされたグラブ・ジャム

グラブ・ジャム（英語: Gulab Jamu）はインドの菓子。非常に甘いことが特徴。インドでは、ヒンズー教やイスラム教の祭日や誕生日、結婚式の日に食されることが多い。

## 概要
「世界一甘い菓子」と称され、ラスグッラと並ぶインドの代表的なデザートである。
コア（牛乳を圧縮したもの）1kgに対し、小麦粉100gと砂糖水2kgを混ぜ、直径3cmほどの球状に成形する。油で揚げ、最後に砂糖水に漬ける。
西アジアには、コアなどの乳製品を使わず小麦粉だけで作る同様の菓子がある。

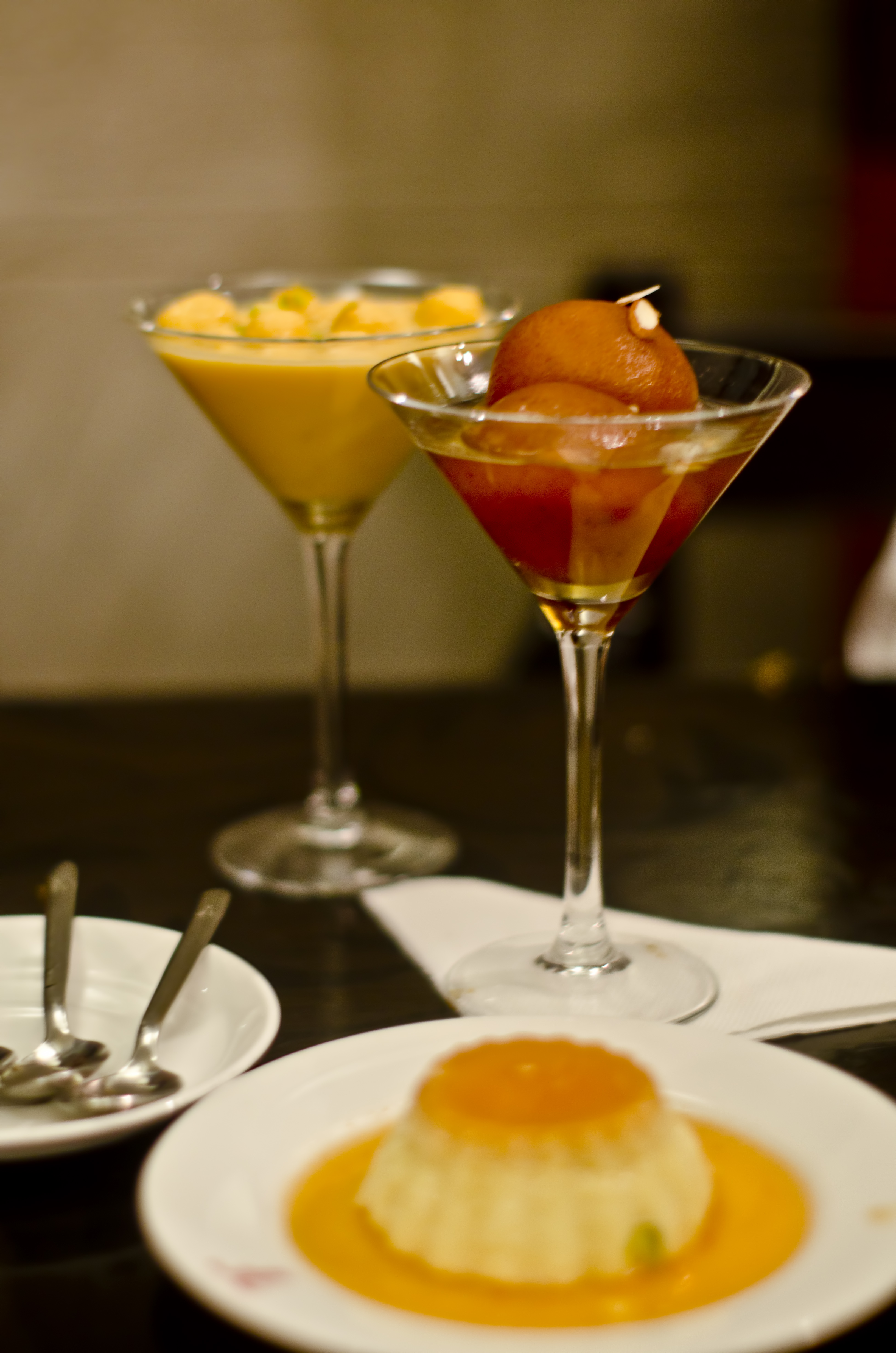
グラスに盛られたグラブ・ジャムン
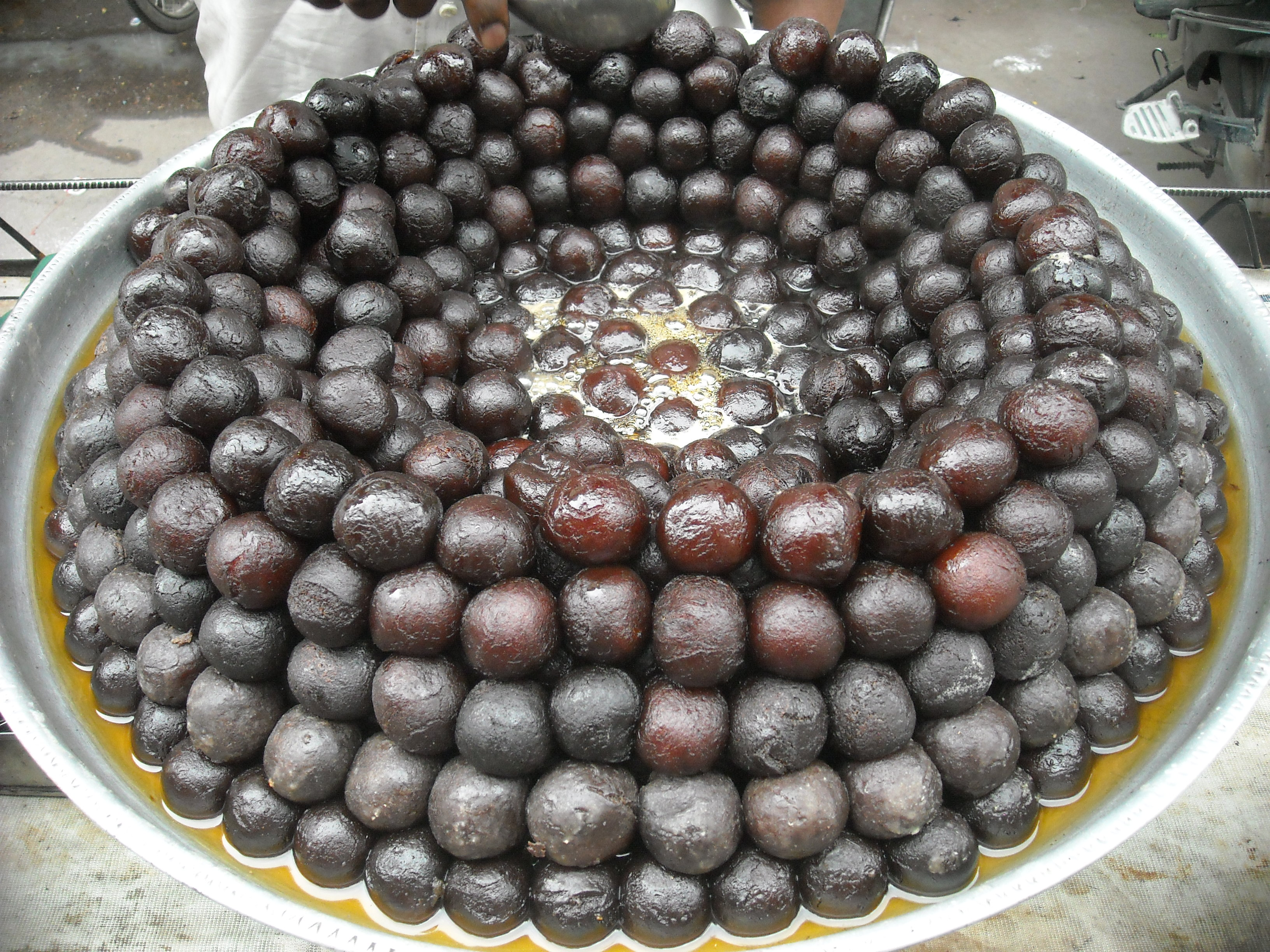
飾り付けられたグラブ・ジャムン
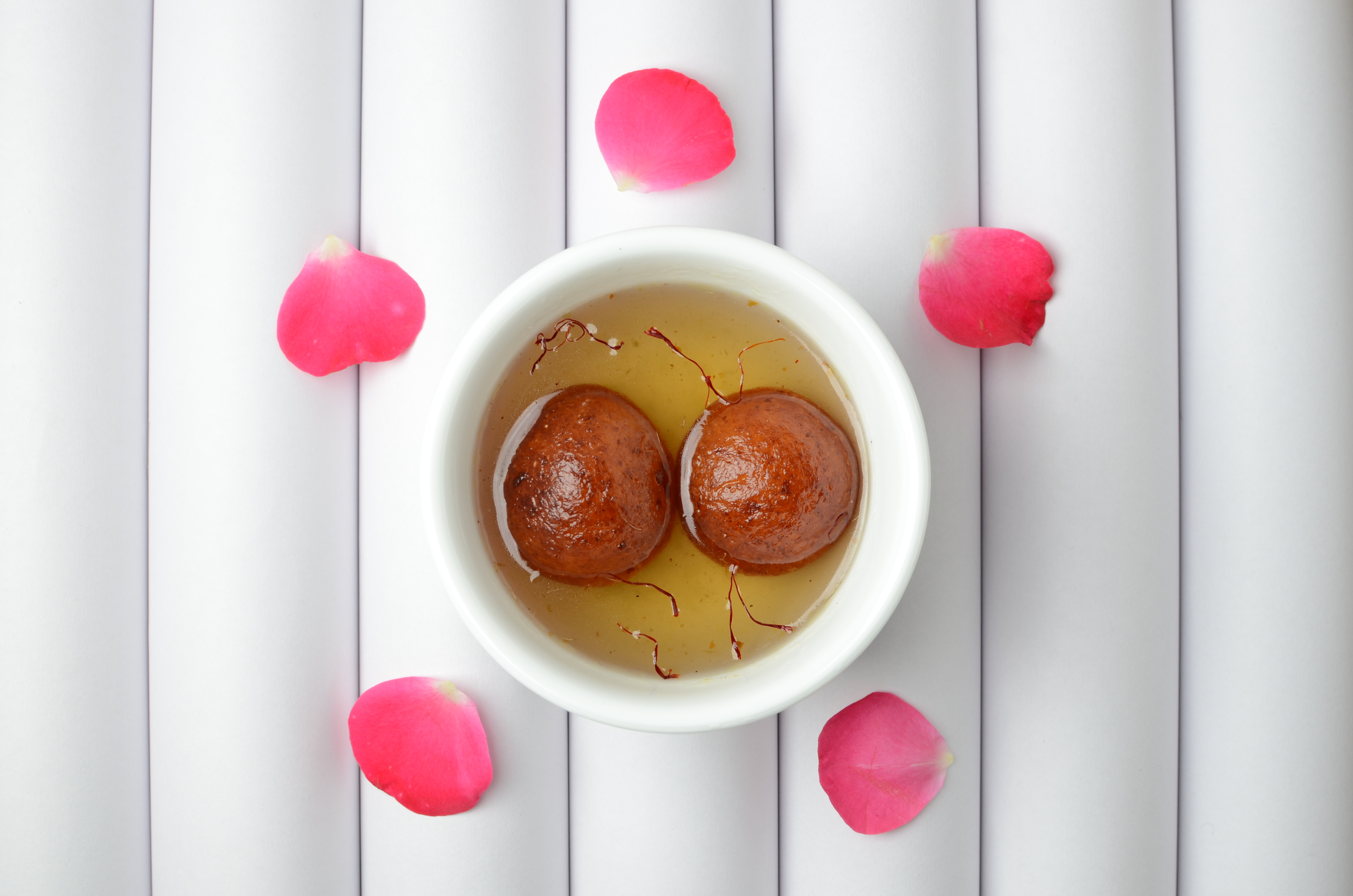
サフランを飾ったグラブ・ジャムン
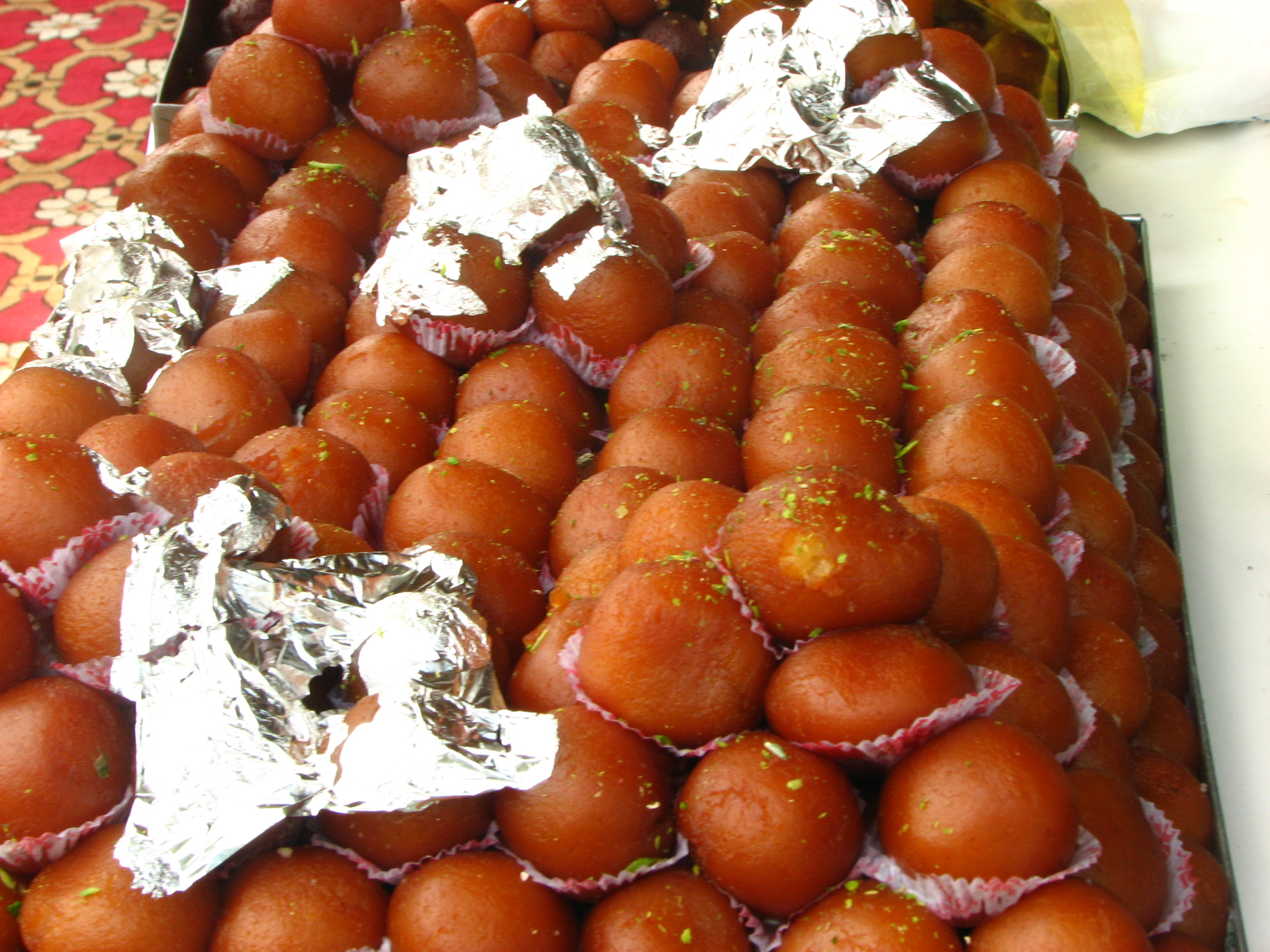
デリーのグラブ・ジャムン

## 語源
"Gulab"はローズウォーターで香りをつけた甘いシロップのことで、ペルシア語のgol（花）とāb（水）に由来する。"Jamun"または"Jaman"はフトモモ科のムラサキフトモモ（マラバープラム・ブラックプラムとも）の果実で、形や大きさが近いために喩えとして使われている。